# Dolmen de la Chassagne

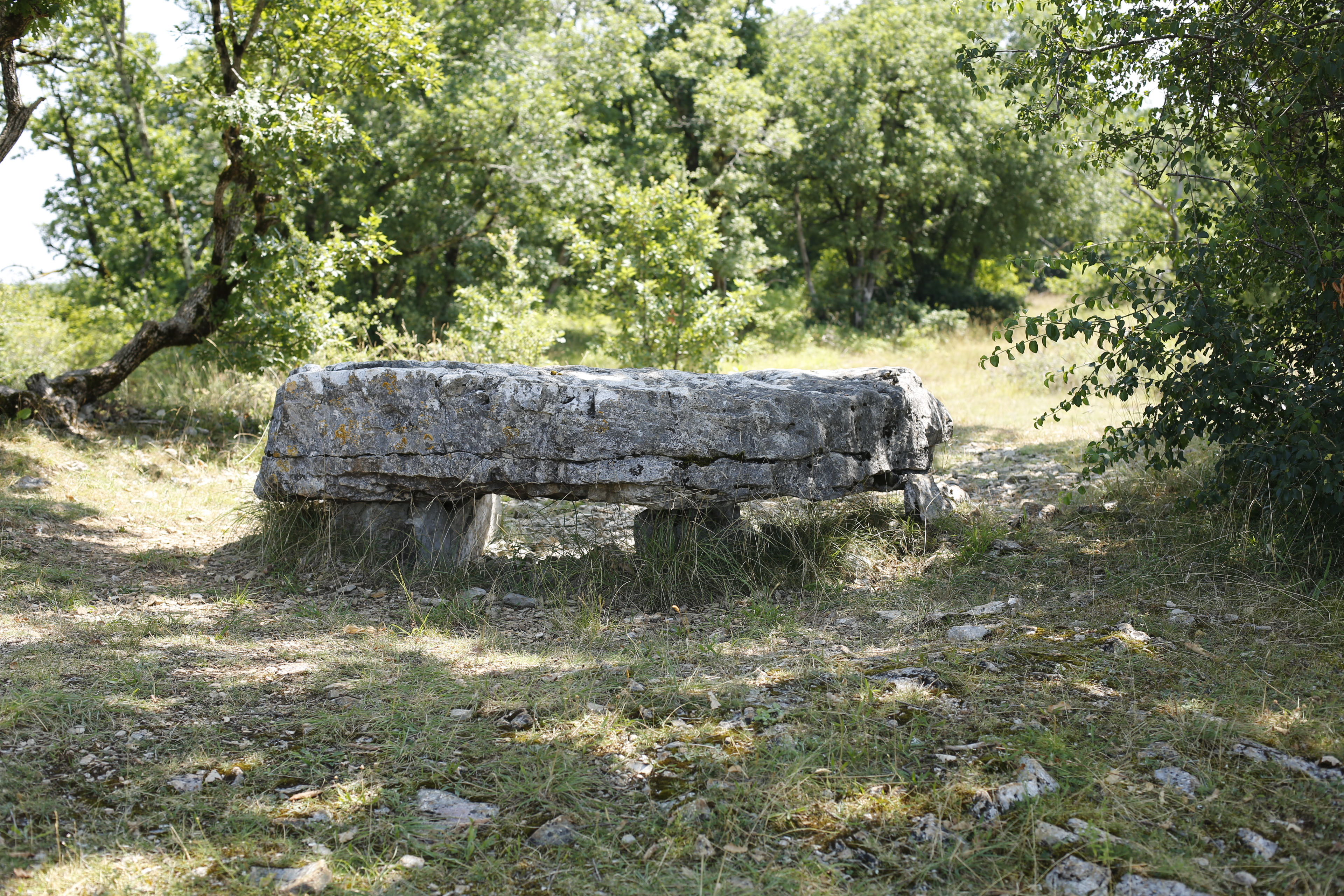
Dolmen de la Chassagne

Der Dolmen de la Chassagne, südlich von Saint-Cernin-de-Larche auf der Causse Corrézin im Département Corrèze in der französischen Region Nouvelle-Aquitaine ist relativ klein, liegt aber in einem besonders großen Hügel. Dolmen ist in Frankreich der Oberbegriff für Megalithanlagen aller Art (siehe: Französische Nomenklatur).
Der Deckstein des einfachen Dolmens (französisch Dolmen simple) von etwa 2,2 × 1,5 m und die beiden Tragsteine befinden sich in situ. In der Nähe liegen andere Tumuli die Reste von Megalithanlagen zu enthalten scheinen.
Der Dolmen ist seit 1988 als Monument historique eingestuft.
In der Nähe liegen die Dolmen von Buffovent und der Dolmen von La Palein.

Dolmen de la Chassagne
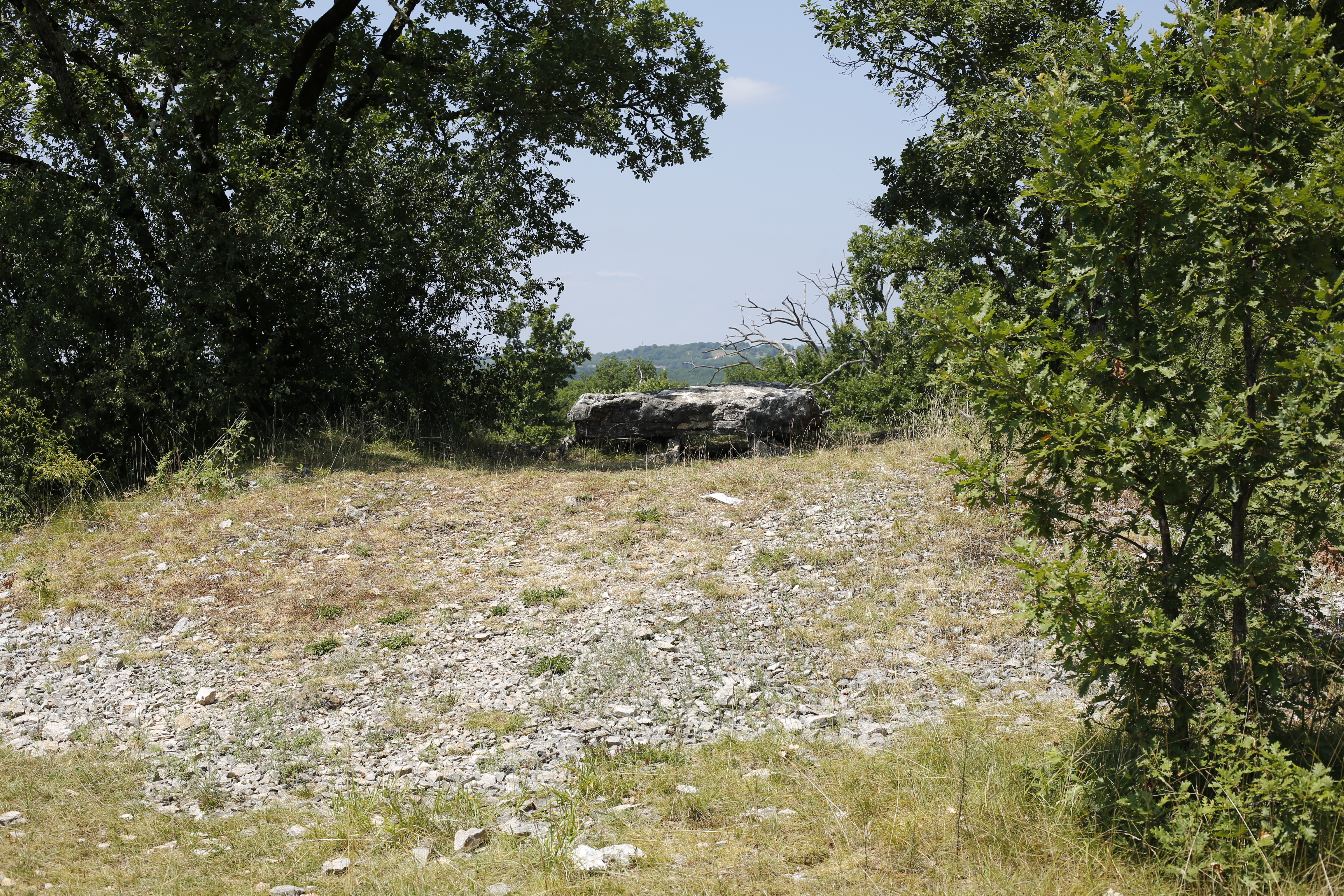
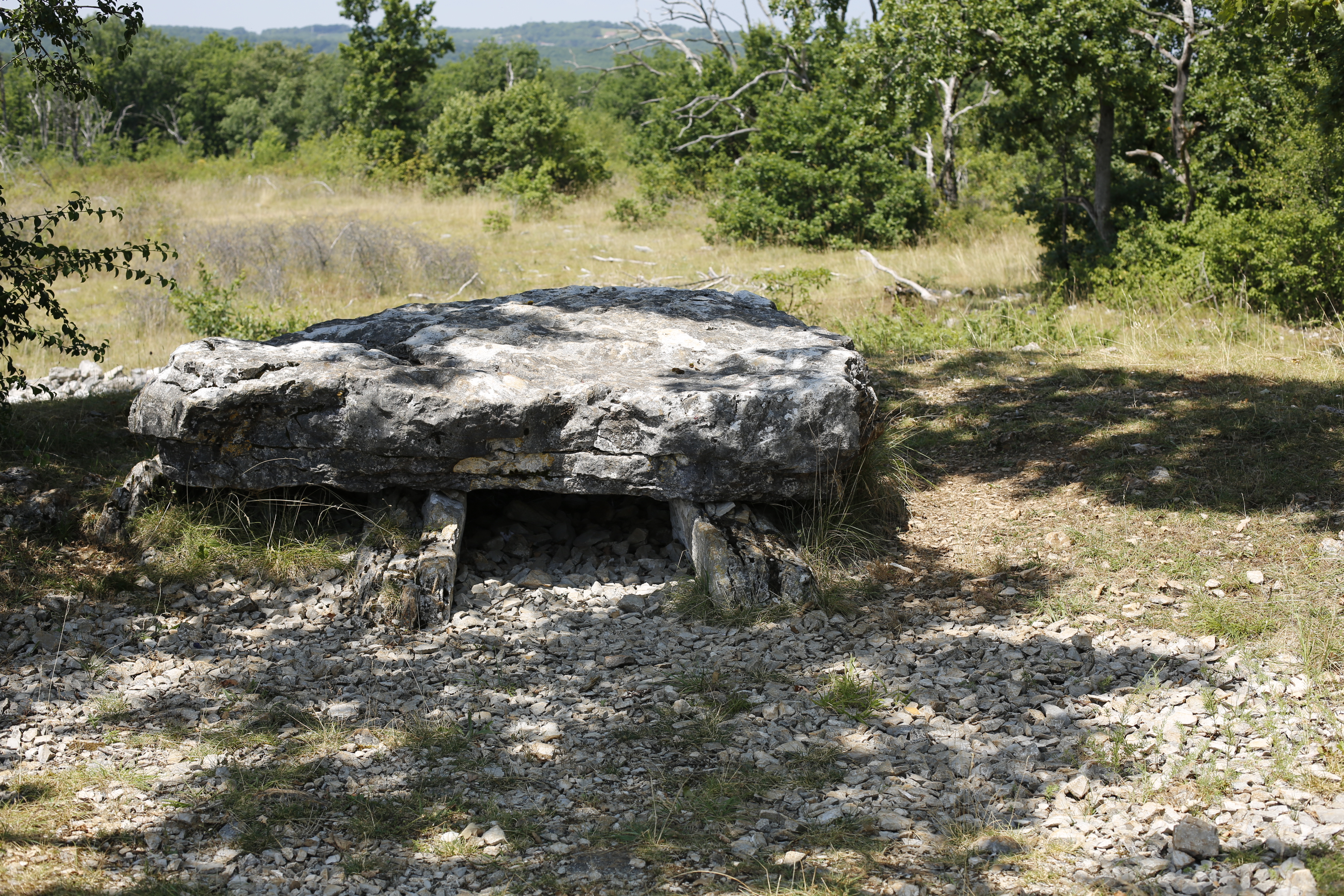
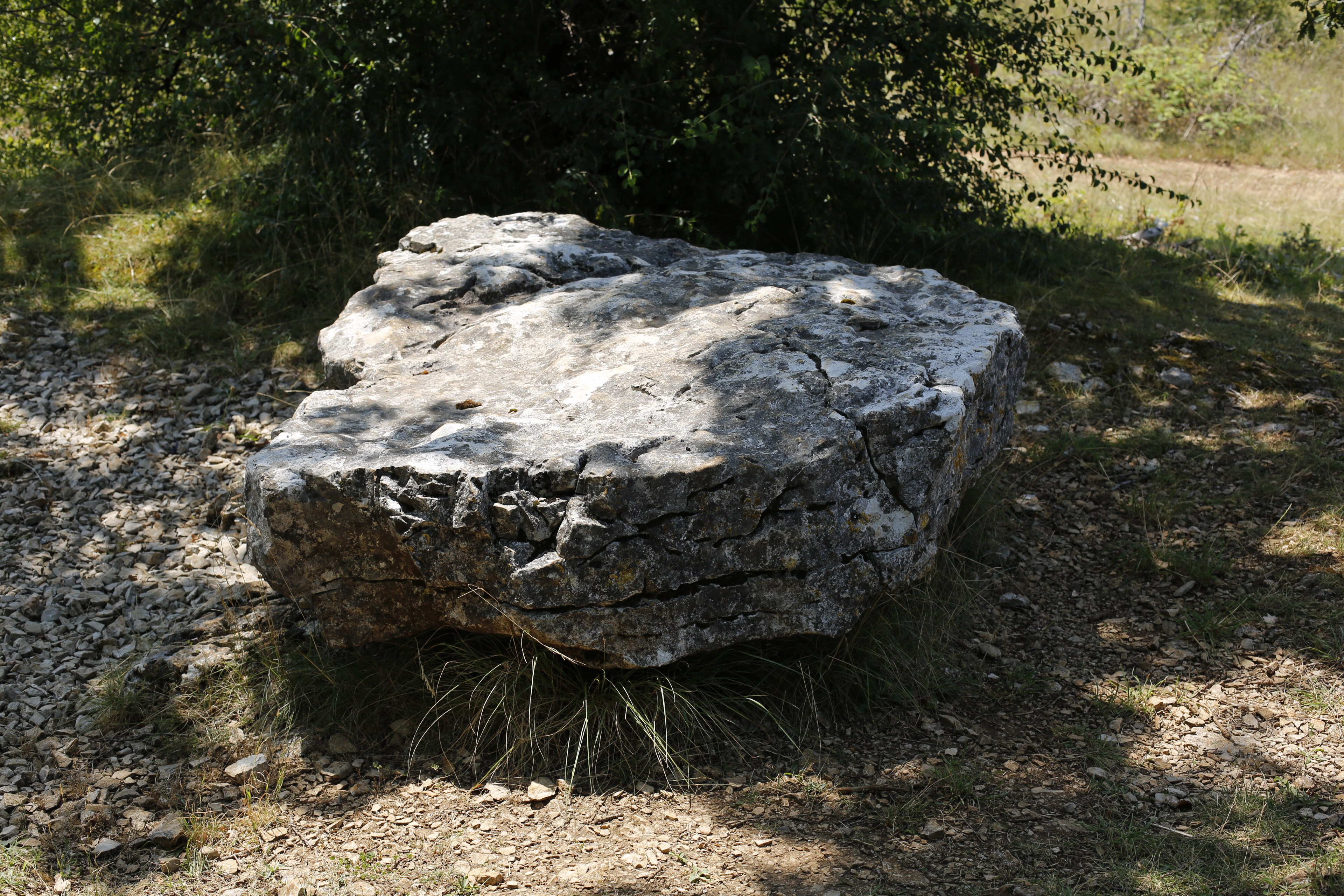
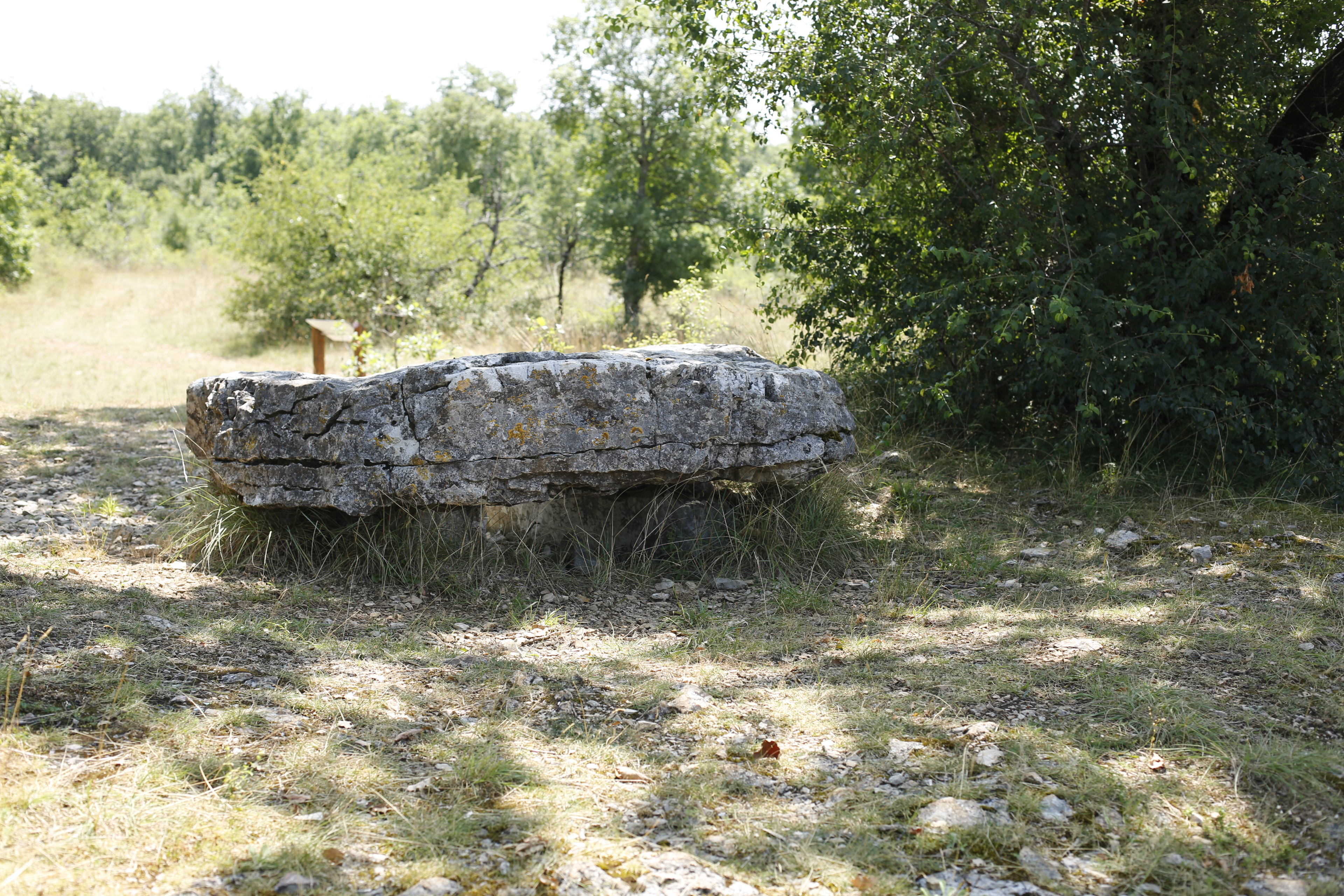